# سیرجارون
سیرجارون، روستایی است از توابع بخش سرخ‌رود شهرستان محمودآباد در استان مازندران ایران.

## جمعیت
این روستا در دهستان دابوی شمالی قرار دارد و براساس سرشماری مرکز آمار ایران در سال ۱۳۸۵، جمعیت آن ۴۴۲ نفر (۱۱۸خانوار) بوده‌است.